# Łukjanauka (przystanek kolejowy)
Łukjanauka (biał. Лук'янаўка, ros. Лукьяновка) – przystanek kolejowy w miejscowości Łukjanauka, w rejonie dobruskim, w obwodzie homelskim, na Białorusi.